# Fouad Hijazi
Fouad Hijazi (arabe : فؤاد حجازي), né le 27 juin 1973 au Liban, est un joueur de football international libanais, qui évoluait au poste de milieu de terrain.

## Biographie

### Carrière en club
Fouad Hijazi réalise l'intégralité de sa carrière au Liban, où il joue entre 1996 et 2010.

### Carrière en sélection
Fouad Hijazi joue en équipe du Liban entre 1996 et 2002.
Il joue son premier match en équipe nationale le 11 février 1996, en amical contre l'Équateur (victoire 1-0).
Il participe avec l'équipe du Liban à la Coupe d'Asie des nations 2000 organisée dans son pays natal. Lors de cette compétition, il ne joue qu'un seul match, contre la Thaïlande.
Il dispute également deux matchs rentrant dans le cadre des éliminatoires du mondial 2002.